# Allemond
Allemond är en kommun i departementet Isère i regionen Auvergne-Rhône-Alpes i sydöstra Frankrike. Kommunen ligger i kantonen Le Bourg-d'Oisans som tillhör arrondissementet Grenoble. År 2022 hade Allemond 955 invånare.

## Befolkningsutveckling
Antalet invånare i kommunen Allemond
Referens:INSEE